# Suraż (gemeente)
De gemeente Suraż is een stad- en landgemeente in het Poolse woiwodschap Podlachië, in powiat Białostocki.
De zetel van de gemeente is in Suraż.
Op 30 juni 2004 telde de gemeente 2059 inwoners.

## Oppervlakte gegevens
In 2002 bedroeg de totale oppervlakte van gemeente Suraż 76,6 km², waarvan:
- agrarisch gebied: 78%
- bossen: 14%

De gemeente beslaat 2,57% van de totale oppervlakte van de powiat.

## Demografie
Stand op 30 juni 2004:
| Omschrijving                   | Totaal | Totaal | Vrouwen | Vrouwen | Mannen | Mannen |
| ------------------------------ | ------ | ------ | ------- | ------- | ------ | ------ |
| eenheid                        | aantal | %      | aantal  | %       | aantal | %      |
| inwoners                       | 2059   | 100    | 1036    | 50,3    | 1023   | 49,7   |
| bevolkingsdichtheid (inw./km²) | 26,9   | 26,9   | 13,5    | 13,5    | 13,4   | 13,4   |

In 2002 bedroeg het gemiddelde inkomen per inwoner 2390,74 zł.

## Plaatsen
Doktorce, Końcowizna, Kowale, Lesznia, Ostasze, Ostrów, Rynki, Suraż, Średzińskie, Tatarska, Zawyki, Zawyki-Ferma, Zimnochy-Susły, Zimnochy-Świechy.

## Aangrenzende gemeenten
Juchnowiec Kościelny, Łapy, Poświętne, Turośń Kościelna, Wyszki